# Santa Maria de Foix
|  | Aquest article tracta sobre l'antiga església parroquial al terme de Torrelles. Si cerqueu el santuari al mateix terme, vegeu «Mare de Déu de Foix». |

Santa Maria de Foix és una capella al peu de la carretera de Sant Martí Sarroca a la Llacuna, al terme de Torrelles de Foix (l'Alt Penedès). L'ermita nova de Santa Maria de Foix va ser construïda el 1893, en suprimir-se l'antiga parròquia de Santa Maria després de la mort violenta del darrer rector mossèn Pallerols.
La capella és un edifici de planta rectangular, amb coberta a dues vessants, de teula àrab. Dins hi ha la rectoria i la capella, a la qual es pot accedir per un porxo d'arc ogival diafragmàtic. A la part superior hi ha un petit campanar d'espadanya, de dues obertures.
La pica baptismal és lleugerament troncocònica amb les costats còncaus. Està muntada sobre un petit pilar quadrat de 55 cm de base i 30 cm d'alçada. Tot el conjunt està tallat en un únic bloc de pedra. És tota llisa sense cap motiu decoratiu, si exceptuem tres bandes o faixes de 7-9 cm d'amplada que l'envolten, una a la boca, una altra al ventre i una tercera al punt on s'inicia el peu.